# Glacier Novosilski
Le glacier Novosilski est un glacier situé sur la côte sud de la Géorgie du Sud. Long de 13 km pour 3,2 km de large, le glacier part de la chaîne Salvesen pour se jeter dans la baie Novosilski. Son nom vient de cette baie nommée en l’honneur de l’officier de Marine russe Pavel M. Novosilskiy.
Il fait partie des cinq plus grands glaciers de la Géorgie du Sud.